# Heinrich-Georg Hax
Heinrich-Georg Hax (tudi Heinz Hax), nemški general in športni strelec, * 24. januar 1900, Berlin, † 1. september 1969, Koblenz.
Hax je bil uspešen športni strelec (osvojil 2 srebrni olimpijski medalji) in general v Wehrmachtu ter Bundeswehru.

## Življenjepis
Leta 1918 je vstopil v Gardni fusilirski polk kot častniški pripravnik.
Pozneje je bil premeščen v 9. pehotni polk. Leta 1933 je bil poslan na Vojno akademijo Berlin, ki jo je uspešno končal. Kot generalštabni častnik je bil leta 1935 premeščen v OKH. Pozneje je postal drugi generalštabni častnik pri XII. korpusu in leta 1938 prvi generalštabni častnik 2. lahke divizije. 
Ob začetku druge svetovne vojne je bil prvi generalštabni častnik armadne skupine Jug; pozneje je bil premeščen na Vojno akademijo Berlin, kjer je bil predavatelj.
V juliju 1941 je bil ponovno premeščen na fronto, saj je bil premeščen nazaj na mesto prvega generalštabnega častnika armadne skupine Jug. 30. januarja 1943 je postal načelnik štaba LVI. tankovskega korpusa, 4. maja 1944 pa je postal poveljnik 111. tankovskogrenadirskega polka, ki je bil v sestavi 11. tankovske divizije. 
V sredini decembra 1944 je bil poslan na tečaj za divizijske poveljnike. Tečaj je uspešno končal in 5. januarja 1945 postal poveljnik 8. tankovske divizije.
Do oktobra 1955 je bil v sovjetskem vojnem ujetništvu, nakar je 3. septembra 1956 vstopil v novoustanovljeni Bundeswehr in postal poveljnik 3. tankovske divizije (nameščena v Buxtehudeju). Leta 1958 je postal namestnik poveljnika III. korpusa. Upokojil se je leta 1961.
Poleg uspešne vojaške kariere je bil Hax tudi uspešen peterobojec in športni strelec. Sodeloval je na strelskih tekmovanjih poletnih olimpijskih iger leta 1928, leta 1932 in 1936; na zadnjih dveh je osvojil srebrni medalji v hitrostnem streljanju s pištolo.

## Napredovanja
- 1. april 1922 - poročnik
- ? - nadporočnik
- ? - stotnik
- ? - major
- ? - podpolkovnik
- 1. junij 1943 - polkovnik
- 1. april 1945 - generalmajor

## Odlikovanja
- viteški križec železnega križca (8. marec 1945)
- viteški križec železnega križca s hrastovimi listi (30. april 1945)